# Diplogrammus randalli
Diplogrammus randalli es una especie de peces de la familia Callionymidae en el orden de los Perciformes.

## Morfología
• Los machos pueden llegar alcanzar los7 cm de longitud total.

## Hábitat
Es un pez de mar y de clima tropical (24 °C-28 °C) y demersal que vive entre 1-10 m  de profundidad.

## Distribución geográfica
Se encuentra en el Mar Rojo.

## Observaciones
Es inofensivo para los humanos.